# Zhoř (Krakovec)
Zhoř (Duits: Bräune) is een Tsjechische plaats in de gemeente Krakovec in de regio Midden-Bohemen en maakt deel uit van het district Rakovník.
Zhoř telt 24 inwoners (2021).

## Geschiedenis
De eerste schriftelijke vermelding van het dorp dateert van 1383. In 1410 hoorde het dorp reeds bij Krakovec.
Sinds 2003 is Zhoř onderdeel van de huidige gemeente Krakovec binnen het district Rakovník.

## Verkeer en vervoer

### Autowegen
Er leidt een regionale weg naar het dorp.

### Spoorlijnen
Er is geen station of spoorlijn in het dorp.

### Buslijnen
Op werkdagen rijdt buslijn 572 die Zhoř verbindt met Rakovník, Lubná en Zvíkovec. In het weekend rijdt er geen bus door het dorp. De lijn wordt geëxploiteerd door vervoerder Transdev Střední Čechy.